# Sky Assist
Sky Assist è stato un canale di servizio appartenente alla piattaforma satellitare di Sky.

## Storia

### 2003-2007
La rete, sin dalla nascita di Sky Italia, ha fornito costantemente informazioni sui servizi e sulle nuove offerte del bouquet. Il canale, presentato (come da prassi) da una donna, analizzava le diverse tipologie di abbonamento, le offerte "extra" disponibili ai clienti (come Sky HD, My Sky o Sky Multivision), le diverse maniere esistenti per pagare le fatture, una descrizione del sito Internet dell'emittente satellitare e molto altro.
Il canale si rifaceva chiaramente ai canali di assistenza già esistenti in Stream TV e TELE+, e ritrovava dei corrispondenti nella emittente Mediaset Premium, la quale trasmette i suoi contenuti sulla televisione digitale terrestre.
Sky Assist trovava la propria collocazione al numero 999 di Sky e possedeva anche un'applicazione interattiva (utilizzabile premendo il tasto verde del telecomando Sky) ma, nel marzo 2007, è stato sostituito dal canale Sky Inside (che a sua volta sostituiva anche il canale SKY On Air) il quale si trovava ai numeri 300, 600 e 800 degli Sky Box e My Sky.

### 2008-2013
Nei primi mesi del 2008 è stato reintrodotto al numero 999, ma solo per spiegare come impostare lo schermo del proprio televisore da 4:3 a 16:9, in modo da poter usufruire meglio della programmazione di Sky Cinema o offrire spiegazioni sulle modalità di registrazione del My Sky. Successivamente venivano trattati altri argomenti come le novità dell'ultimo aggiornamento software per i decoder o nuove funzioni e nuovi apparecchi (Sky Digital Key, Sky On Demand). Il canale viene spento il 31 agosto 2013, per poi venire riacceso il 30 luglio 2018.

### 2018
Il 30 luglio 2018 il canale è stato riattivato con una programmazione di 15 minuti in onda a ripetizione continua sull'offerta televisiva dei pacchetti Sky Sport e Sky Calcio e sull'acquisto a condizioni dedicate ai clienti Sky del ticket DAZN. Viene chiuso il 19 maggio 2019.

## Curiosità
- Nelle sue precedenti versioni, il canale Sky Assist presentava uno specifico elenco di argomenti che si ripeteva, una volta terminata la spiegazione dell'ultimo, ogni 15 minuti.
- Durante il periodo di Natale, il canale presentava delle sfumature natalizie, che si riscontravano sia nella grafica del canale che nella musica di sottofondo.
- Sky Assist era anche disponibile sul web nel sito della stessa emittente, ma gli argomenti trattati in questa versione non furono mai aggiornati e rimasero, fino al 2007, gli stessi del 2003, con una conseguente differenza nella tipologia di offerte descritte.
- Nel 2018 viene rimesso in onda in ripetizione continua un video di approfondimento dello stesso argomento. Viene quindi cancellata la prassi degli argomenti differenti ogni 15 minuti.